# 大阪府道192号我堂金岡線
大阪府道192号我堂金岡線（おおさかふどう192ごう がどうかなおかせん）は、大阪府松原市から堺市北区に至る一般府道である。

## 概要
松原市天美我堂4丁目から堺市北区金岡町に至る。

### 路線データ
- 起点：大阪府松原市天美我堂4丁目（我堂東交差点、大阪府道26号大阪狭山線・大阪府道187号大堀堺線交点）
- 終点：大阪府堺市北区金岡町（金田新田交差点、大阪府道35号堺富田林線交点）

## 路線状況

### 重複区間
- 大阪府道・奈良県道12号堺大和高田線（旧道：堺市北区南花田町・南花田町交差点 - 堺市北区南花田町・南花田中央交差点）
- 大阪府道2号大阪中央環状線・大阪府道31号堺羽曳野線（堺市北区金岡町・新金岡団地東交差点 - 堺市北区金岡町・金岡口交差点）

## 地理

### 通過する自治体
- 大阪府
  - 松原市 - 堺市（北区）

### 交差する道路
| 交差する道路                                                                                                  | 市町村名 | 市町村名 | 交差する場所  | 交差する場所          |
| --- | -------- | -------- | ------------- | --------------------- |
| 大阪府道26号大阪狭山線 大阪府道187号大堀堺線                                                                  | 松原市   | 松原市   | 天美我堂4丁目 | 我堂東交差点 / 起点   |
| 大阪府道・奈良県道12号堺大和高田線 大阪府道192号我堂金岡線 / 旧道                                             | 堺市     | 北区     | 南花田町      | 南花田中央交差点      |
| 大阪府道192号我堂金岡線 / 旧道                                                                                | 堺市     | 北区     | 南花田町      |                       |
| 大阪府道2号大阪中央環状線 重複区間起点 大阪府道31号堺羽曳野線 重複区間起点 大阪府道192号我堂金岡線 / バイパス | 堺市     | 北区     | 金岡町        | 新金岡団地東交差点    |
| 大阪府道2号大阪中央環状線 重複区間終点 大阪府道31号堺羽曳野線 重複区間終点                                    | 堺市     | 北区     | 金岡町        | 金岡口交差点          |
| 大阪府道35号堺富田林線                                                                                        | 堺市     | 北区     | 金岡町        | 金田新田交差点 / 終点 |
| 旧道（堺市北区南花田町）                                                                                      |          |          |               |                       |
| 大阪府道・奈良県道12号堺大和高田線 重複区間起点 大阪府道192号我堂金岡線 / 現道                                | 堺市     | 北区     | 南花田町      | 南花田中央交差点      |
| 大阪府道・奈良県道12号堺大和高田線 重複区間起点 大阪府道192号我堂金岡線 / 現道                                | 堺市     | 北区     | 南花田町      | 南花田町交差点        |
| 大阪府道192号我堂金岡線 / 現道                                                                                | 堺市     | 北区     | 南花田町      |                       |

### 沿線
- 我堂八幡宮
- 大阪府営大泉緑地
- 堺市立大泉小学校・中学校
- 金岡神社
- 堺金田郵便局
- 堺市立金岡南中学校